# Algoritmo de Pocklington
El algoritmo de Pocklington es una técnica para resolver una congruencia de la forma
{\displaystyle x^{2}\equiv a{\pmod {p}},}
donde x y a son números enteros y a es un residuo cuadrático.
El algoritmo es uno de los primeros métodos eficientes para resolver tal congruencia. Fue descrito por H.C. Pocklington en 1917.

## El algoritmo
(Nota: todos los {\displaystyle \equiv } significan {\displaystyle {\pmod {p}}}, a menos que se indique lo contrario).
Entradas:
- p, un primo impar
- a, un número entero que es un residuo cuadrático {\displaystyle {\pmod {p}}}.

Salidas:
- x, un número entero que satisface {\displaystyle x^{2}\equiv a}. Téngase en cuenta que si x es una solución, −x también es una solución y como p es impar, {\displaystyle x\neq -x}. Así que siempre hay una segunda solución cuando se encuentra una.

### Método de solución
Pocklington separa 3 casos diferentes para p:
El primer caso, si {\displaystyle p=4m+3}, con {\displaystyle m\in \mathbb {N} }, la solución es {\displaystyle x\equiv \pm a^{m+1}}.
El segundo caso, si {\displaystyle p=8m+5}, con {\displaystyle m\in \mathbb {N} } y
1. {\displaystyle a^{2m+1}\equiv 1}, la solución es {\displaystyle x\equiv \pm a^{m+1}}.
2. {\displaystyle a^{2m+1}\equiv -1}, 2 es un no residuo (cuadrático), por lo que {\displaystyle 4^{2m+1}\equiv -1}. Esto significa que {\displaystyle (4a)^{2m+1}\equiv 1} entonces {\displaystyle y\equiv \pm (4a)^{m+1}} es una solución de {\displaystyle y^{2}\equiv 4a}. Por lo tanto, {\displaystyle x\equiv \pm y/2} o, si y es impar, {\displaystyle x\equiv \pm (p+y)/2}.

El tercer caso, si {\displaystyle p=8m+1}, pon {\displaystyle D\equiv -a}, por lo que la ecuación a resolver se convierte en {\displaystyle x^{2}+D\equiv 0}. Ahora se deben encontrar por prueba y error {\displaystyle t_{1}} y {\displaystyle u_{1}} de modo que {\displaystyle N=t_{1}^{2}-Du_{1}^{2}} no sea un residuo cuadrático. Además, entonces
{\displaystyle t_{n}={\frac {(t_{1}+u_{1}{\sqrt {D}})^{n}+(t_{1}-u_{1}{\sqrt {D}})^{n}}{2}},\qquad u_{n}={\frac {(t_{1}+u_{1}{\sqrt {D}})^{n}-(t_{1}-u_{1}{\sqrt {D}})^{n}}{2{\sqrt {D}}}}}.
Ahora se cumplen las siguientes igualdades:
{\displaystyle t_{m+n}=t_{m}t_{n}+Du_{m}u_{n},\quad u_{m+n}=t_{m}u_{n}+t_{n}u_{m}\quad {\mbox{and}}\quad t_{n}^{2}-Du_{n}^{2}=N^{n}}.
Suponiendo que p es de la forma {\displaystyle 4m+1} (lo cual es verdadero si p es de la forma {\displaystyle 8m+1}), D es un residuo cuadrático y {\displaystyle t_{p}\equiv t_{1}^{p}\equiv t_{1},\quad u_{p}\equiv u_{1}^{p}D^{(p-1)/2}\equiv u_{1}}. Ahora las ecuaciones
{\displaystyle t_{1}\equiv t_{p-1}t_{1}+Du_{p-1}u_{1}\quad {\mbox{and}}\quad u_{1}\equiv t_{p-1}u_{1}+t_{1}u_{p-1}}
dan una solución {\displaystyle t_{p-1}\equiv 1,\quad u_{p-1}\equiv 0}.
Sea {\displaystyle p-1=2r}. Luego {\displaystyle 0\equiv u_{p-1}\equiv 2t_{r}u_{r}}. Esto significa que {\displaystyle t_{r}} o {\displaystyle u_{r}} son divisibles por p. Si es {\displaystyle u_{r}}, colóquese {\displaystyle r=2s} y procédase de manera similar con {\displaystyle 0\equiv 2t_{s}u_{s}}. No todo {\displaystyle u_{i}} es divisible por p, ya que {\displaystyle u_{1}} no lo es. El caso {\displaystyle u_{m}\equiv 0} con m impar es imposible, porque {\displaystyle t_{m}^{2}-Du_{m}^{2}\equiv N^{m}} se cumple y esto significaría que {\displaystyle t_{m}^{2}} es congruente con un no residuo cuadrático, lo cual es una contradicción. Así que este ciclo se detiene cuando {\displaystyle t_{l}\equiv 0} para un valor l en particular. Esto da {\displaystyle -Du_{l}^{2}\equiv N^{l}}, y como {\displaystyle -D} es un residuo cuadrático, l debe ser par. Hágase {\displaystyle l=2k}, luego {\displaystyle 0\equiv t_{l}\equiv t_{k}^{2}+Du_{k}^{2}}. Entonces la solución de {\displaystyle x^{2}+D\equiv 0} se obtiene resolviendo la congruencia lineal {\displaystyle u_{k}x\equiv \pm t_{k}}.

## Ejemplos
Los siguientes son cuatro ejemplos, correspondientes a los 3 casos diferentes en los que Pocklington dividió las formas de p. Todos los {\displaystyle \equiv } se toman como módulos en el ejemplo.

### Ejemplo 0
{\displaystyle x^{2}\equiv 43{\pmod {47}}.}
Este es el primer caso, según el algoritmo,
{\displaystyle x\equiv 43^{(47+1)/2}=43^{12}\equiv 2}, pero entonces {\displaystyle x^{2}=2^{2}=4} y no 43, por lo que no se debería aplicar el algoritmo en absoluto. La razón por la que el algoritmo no es aplicable es que a=43 es un no residuo cuadrático para p=47.

### Ejemplo 1
Resuelve la congruencia
{\displaystyle x^{2}\equiv 18{\pmod {23}}.}
El módulo es 23. Esto es {\displaystyle 23=4\cdot 5+3}, entonces {\displaystyle m=5}. La solución debería ser {\displaystyle x\equiv \pm 18^{6}\equiv \pm 8{\pmod {23}}}, lo cual es cierto: {\displaystyle (\pm 8)^{2}\equiv 64\equiv 18{\pmod {23}}}.

### Ejemplo 2
Resuelve la congruencia
{\displaystyle x^{2}\equiv 10{\pmod {13}}.}
El módulo es 13. Esto es {\displaystyle 13=8\cdot 1+5}, entonces {\displaystyle m=1}. Ahora verificando {\displaystyle 10^{2m+1}\equiv 10^{3}\equiv -1{\pmod {13}}}. Entonces la solución es {\displaystyle x\equiv \pm y/2\equiv \pm (4a)^{2}/2\equiv \pm 800\equiv \pm 7{\pmod {13}}}. Esto es cierto: {\displaystyle (\pm 7)^{2}\equiv 49\equiv 10{\pmod {13}}}.

### Ejemplo 3
Resuelve la congruencia {\displaystyle x^{2}\equiv 13{\pmod {17}}}. En este caso, escríbase {\displaystyle x^{2}-13=0}. Primero se debe encontrar {\displaystyle t_{1}} y que {\displaystyle u_{1}} tales que {\displaystyle t_{1}^{2}+13u_{1}^{2}} sea un residuo cuadrático. Tómese por ejemplo {\displaystyle t_{1}=3,u_{1}=1}. Ahora se debe encontrar {\displaystyle t_{8}}, {\displaystyle u_{8}} calculando
{\displaystyle t_{2}=t_{1}t_{1}+13u_{1}u_{1}=9-13=-4\equiv 13{\pmod {17}},}
{\displaystyle u_{2}=t_{1}u_{1}+t_{1}u_{1}=3+3\equiv 6{\pmod {17}}.}
Y de manera similar {\displaystyle t_{4}=-299\equiv 7{\pmod {17}},u_{4}=156\equiv 3{\pmod {17}}} tal que {\displaystyle t_{8}=-68\equiv 0{\pmod {17}},u_{8}=42\equiv 8{\pmod {17}}.}
Dado que {\displaystyle t_{8}=0}, se obtiene la ecuación {\displaystyle 0\equiv t_{4}^{2}+13u_{4}^{2}\equiv 7^{2}-13\cdot 3^{2}{\pmod {17}}} que lleva a resolver la ecuación {\displaystyle 3x\equiv \pm 7{\pmod {17}}}. Esta igualdad tiene la solución {\displaystyle x\equiv \pm 8{\pmod {17}}}. De hecho, {\displaystyle (\pm 8)^{2}=64\equiv 13{\pmod {17}}}.